# 鄭滅虢之戰
鄭滅虢之戰發生於前767年，鄭國滅亡虢國的戰爭。
西周周幽王在位時，太史伯向鄭桓公分析當時天下形勢。太史伯建議鄭桓公向周朝的東都成周附近發展，首先向鄶國和虢國寄放財物和妻兒，再尋找機會滅亡這兩國，取得根據地。鄭桓公聽從見議，向東遷徙至雒東，虢、鄶果然各獻十邑，建立鄭國。
鄭國在東遷後原來居於留地。鄭武公四年（前767年），鄭武公出兵滅了虢國。